# Aroga
Aroga là một chi bướm đêm thuộc họ Gelechiidae.